# 妹さえいればいい。 (アニメ)
『妹さえいればいい。』（いもうとさえいればいい）は、平坂読による同名のライトノベルを原作とした日本のアニメ作品。2017年5月にテレビアニメ化が発表され、同年10月から12月までTOKYO MX・BS11ほかにて放送された。

## 登場人物
- 羽島伊月（はしま いつき）：声 - 小林裕介[3]
- 羽島千尋（はしま ちひろ）：声 - 山本希望[3]
- 可児那由多（かに なゆた）：声 - 金元寿子[3]
- 白川京（しらかわ みやこ）：声 - 加隈亜衣[3]
- 不破春斗（ふわ はると）：声 - 日野聡[3]
- 恵那刹那（えな せつな）：声 - 代永翼[3]
- 大野アシュリー（おおの アシュリー）：声 - 沼倉愛美[3]
- 三国山蚕（みくにやま かいこ）：声 - 藤田茜[3]

## 制作
| 原作・シリーズ構成・脚本 | 平坂読       |
| キャラクター原案         | カントク     |
| 監督                     | 大沼心       |
| シリーズディレクター     | 玉村仁       |
| キャラクターデザイン     | 木野下澄江   |
| メインアニメータ―        | 青木慎平     |
| プロップデザイン         | 泉美紗子     |
| 美術監督                 | 坂上裕文     |
| 美術設定                 | 米川信悟     |
| 色彩設計                 | 平井麻実     |
| 撮影監督                 | 臼田睦       |
| 編集                     | 坪根健太郎   |
| アートディレクション     | BALCOLONY.   |
| 音響監督                 | 土屋雅紀     |
| 音楽                     | 菊谷知樹     |
| 音楽制作                 | ランティス   |
| アニメーション制作       | SILVER LINK. |

2017年10月より12月までTOKYO MX・BS11ほかにて放送された。
テレビアニメ版の脚本も務めた平坂は、アニメ化にあたり「原作の雰囲気を崩さずキャラがブレないように」してほしいと考えており、原作をそのままなぞるのではなく、各話がまとまるよう最適化しつつも、全話見直したときによい作品だと思えるよう心掛けたと、アニメ！アニメ！のインタビューの中で述べている。

### 演出
本作のテレビアニメ版の監督は『Fate/kaleid liner プリズマ☆イリヤ』シリーズなどで知られる大沼心が務めた。
プリプロダクションは、大沼とシリーズディレクターの玉村仁が手掛けた。このうち、大沼は絵コンテまでの工程の監督を務め、玉村は設定やシナリオ周りや、コンテの部分を担当した。
大沼は原作を読んだ際、自分たちと通ずる場面が多いと感じ、キャラクターに共感しすぎて視聴者の感覚とかけ離れないようにしようと考えた。また、大沼は、本作の中心が「お仕事もの」であることを見抜いており、平坂に「お仕事ものにしたい」旨を伝えた。
大沼は本作のテーマを「クリエイターとは何か」と考えており、伊月をはじめとする様々なクリエイターたちの考え方は視聴者にとって未知の世界でもあるため、その点を面白くするよう心掛けた一方、わかったつもりで描くのは避けたいと考え、ドラマに沿ってキャラクターの心情を視聴者に理解してもらうことに重きを置いた。
また、大沼は、各話の演出をビターに締めくくるという方針を立てており、コミカルな展開が続く第4話・第7話・第9話もこの方針にのっとった演出が行われた。
玉村も原作を読んだ際に、「スラップスティックコメディの中にしっとりとしたドラマがある」ことに気づき、大沼と二人でテレビアニメ化する際は、様々な要素を含んだコメディの根底にある人間ドラマは絶対に描かなければならないという方針を立てた。
また、玉村はキャラクター同士の掛け合いが本作の大きな魅力であるという考えから、キャラクターの言動が視聴者にとって気持ちよく見られることを意識したとアニメ！アニメ！とのインタビューの中で述べている。
本作において、コミカルな場面はテンポよく進む一方、ボードゲームや飲酒の場面はだらだらした会話の中に重要な発言が織り込まれているため、むやみにカットを割ったり奇抜な演出を挿入するといったことは避けられ、視聴者が会話を楽しめるよう落ち着いた画面づくりが心掛けられた。
また、映像は小説とは異なり、一方的に押し付けるメディアであるため、視聴者がついていけるよう、ギャグシーンの後は一拍置き、ギャグの余韻を残したままムードのあるドラマが始まるといった演出が施された。
本作はキッチュな登場人物が多く登場するため、登場人物の感情をそのまま表現すると記号的になりかねないうえ、一面的な表現になってしまうおそれがあったため、あえて情緒を抑えることで奥行きのある感情表現を目指した。
玉村は前述のインタビューの中で、この演出の例として第2話で伊月と春斗が酒を飲みながら話し合う場面が挙げ、「ウェットな感情や少し影のある表情を、情緒を廃して背中で語ることを意識してやりました。」と語っている。
第1話は、編集者の土岐健次郎の目を通じて伊月の作家性の異質さを示すため、彼の執筆中の小説『鮮紅の魔狩人（仮）』から始まる演出がとられた。
平坂は第1話の冒頭に『鮮紅の魔狩人（仮）』をそのまま持ってくると長くなってしまうのではないかと心配したが、大沼は癖のある作品だからこそという考えからその方法をとった。玉村は第1話について、大沼から「お客さんが引くくらいやってもいいよ」という指示を受けて、思い切りキッチュな画面構成にしたとインタビューの中で述べている。
当初はわざとらしさを演出する目的でもっと絵の質を落とすためにアニメーターへ左手で描くよう指示を出すことも考えられたが、時間がかかりすぎるために見送られた。
また、『ジンベエザメ妹(仮)』や『妹法学園』といった他の劇中劇の演出は、ある程度は大沼が指示を出しつつも、スタッフにゆだねる形となった。その一方、通常シーンとのギャップやビターな場面への移行に対しては細心の注意が払われた。
テレビアニメ版では、アートディレクターとしてグラフィックデザイン事務所BALCOLONY.がクレジットされており、BALCOLONY.は本作のパッケージのデザインやキービジュアル、サブタイトルや次回予告の画面、そしてインフォグラフィックを手掛けた。
インフォグラフィックを制作するにあたり、大沼から知的な感じにしてほしいという注文がBALCOLONY.に出された。BALCOLONY.の加藤祐太は、「漫画的・アニメ的なおバカなシーンがあるからこそ、現実的でリアルな葛藤や想いを描いた真面目なシーンのギャップが活きる」という考えから、アニメでよく使われる過度にデフォルメしたものではなく、現実の日常の延長線上にあるものを意識し、ウェブサイトやスマートフォンの画面を参考にした。
インフォグラフィックは、主にボードゲームやTRPGの場面などで使われており、その一つである第1話で伊月らがシチュエーションパズルの一種である『ポール・スローンのウミガメのスープ』を遊ぶ場面で使用されたインフォグラフィックは、グラフィックパーツをBALCOLONY.側で作り、アニメーションの演出方法は撮影者にゆだねられた。
サブタイトルをデザインするにあたり、BALCOLONY.は内容を想起させつつも、あいまいなものにするという方針をとった。
たとえば、第2話の「奇跡さえ起きればいい。」の次回予告は♂マークの中に一つだけ♀マークがある画像が用いられており、BALCOLONY.の加藤は第2話の最後で千尋が風呂に入る場面により次回予告の画像の意味が明らかになるという展開を想定して作ったと振り返っており、♂と♀のマークも第2話の登場人物の男女比に合わせて作られた。
玉村は「ずっと現実世界のキャラクター達を映しているだけだと間が持たないところ、そこに知的なセンスを入れてもらい、映像的にも面白いものに仕上がりました。」とインタビューの中で述べ、「あの情報処理というか、情報量のコントロールは我々にはない感性です。アニメの現場だとなかなか生まれにくい表現で、今回参加いただいて大変ありがたかったです。」と語っている。
絵コンテのチェックは大沼と玉村が1カットずつ精査した。大沼は自分一人でやるとキャラクターの心情に寄りすぎてしまうため、玉村がストッパーとなってくれたとアニメ！アニメ！とのインタビューの中で振り返っている。

### キャラクターデザイン
当初は木野下澄江が過去にキャラクターデザインを務めた『ガーリッシュ ナンバー』同様、木野下の絵柄に合わせたデザインにするという指示があったが、少しでもバランスが崩れると原作の絵柄からずれてしまうため、作画には細心の注意が払われた。
アニメーターが描きやすいように、原作から1～1.5頭身下げたキャラクターデザインが施された。
大沼は本作の主な視聴者として20代の社会人男性を想定し、木野下に遊ぶ時と仕事の時の伊月の二面性を示すよう指示した 。木野下はそれに応えるため、伊月の目を少し小さくして、原作の絵柄よりも大人びたデザインに仕上げた。
木野下はアニメ！アニメ！とのインタビューの中で、自身の絵柄について「女の子を描くとどうしても肉感がついてしまう」と述べており、大沼から腰回りや尻の太さを指摘されたと振り返っている。

### キャスティング
ドラマCD化にあたり、主要人物のうち、伊月、春斗、那由多、京、千尋の5人の役については、平坂の中にあったイメージを基に選ばれ、カントクは、アニメ版のキャスティングについて、非常にはまっていると評価している。
主人公・伊月役の小林裕介について、平坂は「上手い方だというのは知っていたので、伊月としてのお芝居をこなしてくれると信頼していました。細かい感情をしっかり汲み取った演技をしていただけて、小林さんを選んだのは間違ってなかったなと思います。」とアニメ！アニメ！とのインタビューの中で振り返っている。
伊月の義弟（義妹）である千尋の役には、平坂の前作『僕は友達が少ない』で楠幸村を演じた山本希望が起用された。
山本は超！アニメディアとのインタビューの中で、自身の役についてとても考えさせられたと述べ、特にアニメ版における千尋は女の子にしか見えないため、女の子らしすぎないようにするのには苦労したと振り返っている。また、山本は幸村との違いについて、「幸村は言葉数が少なく、表情の変化も少なかかったため、演技の振れ幅も小さかった。幸村は千尋よりもさらに中間のイメージであり、男らしさや女らしさというよりも、『幸村らしさ』を意識して演技をした」と述べ、「千尋は自らが女の子であることを理解したうえで男の子として振舞うため、幸村とは異なる難しさがある」と語っている。
春斗役に起用された日野聡は、TRPGを題材とした第7話に登場するゴブリンやアンデッドなどの声も当てており、一体ごとに全部声質の異なる演技をした。
ドラマCD版の京は種田梨沙が演じていたが、アニメ化に際し新たにオーディションが実施された。オーディションの台本には第6話の終盤で京が泣くシーンがあり、加隈亜衣の演技が平坂の心をつかんだことが決め手となり、最終的に加隈が選ばれた。
那由多役には金元寿子が起用された。金元の演技に関するエピソードとして、登場人物がカードゲーム『キャット&チョコレート』をプレイする第6話において、那由多が「壊れろ、壊れる」と繰り返す場面があり、金元の演技から病んでいる感じが十分に伝わったことから、そのシーンが当初の予定よりも短く切り上げられたという出来事がある。
蚕の役には、『エロマンガ先生』の和泉紗霧などで知られる藤田茜が起用された。平坂は藤田の起用について、「執筆した時点でキャストが定まっていなかったため、偶然だった」とアニメ！アニメ！のインタビューの中で述べている。
このほかに、アシュリー役として沼倉愛美が起用されており、千尋役の山本は沼倉の演技について「伊月と春斗をいじるドSな演技が、原作を読んだ時のイメージ通りだった」と超！アニメディアとのインタビューの中で評価している。
また、伊月が自分の仕事に対して誇りを持っていることを示すために第1話の冒頭の劇中劇の主人公とヒロインの役には保志総一朗と國府田マリ子がそれぞれ担当したほか、第5話の混浴風呂の客である老婆たちの役は男性声優が演じた。
このうち、第5話のキャスティングについて、千尋役の山本は「なかなか見られない面白い配役」と前述のインタビューの中で評価している。

### 音楽
音楽は、『エロマンガ先生』などの劇伴で知られる菊谷知樹が起用された。
本作は、登場人物の多くが成人しており飲酒するシーンもあることから、音楽は少しフックのきいた渋谷系にするという方針が立てられた。
菊谷はピチカート・ファイヴのおしゃれなコード進行、躍動感や疾走感が本作に合うと考えており、大沼も同様のイメージを持っていたことから、そのイメージをさらに発展させる形でメインテーマが作られた。このメインテーマには、フックを効かせるために、1970年代のテレビドラマのテーマ曲を意識した口笛が取り入れられた。このメインテーマはスタッフ内で受け入れられ、やり直しもほとんど発生せずに順調に進んだ。菊谷はアニメ！アニメ！とのインタビューの中で、「自分がどのような曲を書くのかわかった上でオファーを受けたからスムーズにいったのではないか」と推測している。
さらに、メインテーマの変奏となる部分を取り出す形で各キャラクターのテーマや日常シーンといったアレンジバージョンが作られた。
主人公である伊月は作品そのものと重なる部分もあるため、彼のテーマはメインテーマを踏襲しつつも彼の志やプライドの高さをニュアンスとしたアレンジが施された。春斗のテーマは、クールさや気障さを表現するためにメインテーマにファンクやジャズの要素を取り入れたアレンジが施された。また、アシュリーは同じジャズアレンジでも、極端にデフォルメされたアレンジが施されており、エキセントリックな雰囲気に仕上げられた。
千尋のテーマは、料理上手という設定を反映させるために料理番組を意識したアレンジが施された。
菊谷はサスペンス調の楽曲の使われ方が印象的であるとアニメ！アニメ！とのインタビューの中で述べており、具体例として第5話で伊月が逃げ込んだカラオケ店に担当編集者の健次郎が訪れる場面や温泉で老婆らに遭遇する場面などを挙げており、「曲そのものはとりたてたものではないが、これでもかと使われるうちに曲も一緒に面白くなった感じがした」と振り返っている。

### 広報・コラボレーション
アニメ版のスタッフは平坂の「物語やキャラクターを好いてくれるのは当然うれしいが、読んだ後に読者の生活や行動に何かしらの変化を起こすことができたら、作者冥利に尽きる」という言葉に大きく賛同しており、バンダイビジュアルもアニメ以外の領域で企画を作りたいと考えていたことから、現実の物事を取り入れてはどうかという平坂の提案を受け、アニメ版には実在のボードゲームや酒類が登場したほか、ウェブサイトでは作中に登場した物品の解説コーナーも設けられた。
これらの物品の登場にあたり、各関係者への許諾の申請は一つずつ慎重に行われた。
ボードゲーム類は比較的スムーズに許可が取れた一方、劇中に登場した海外のブルワリーへの許諾が下りず、中には返事がなかったもののもあったため、どうしても登場させることができなかったものについては平坂が紹介した国産ビールを代わりに登場させた。

## 反響
第1話に登場した黒糖スイートスタウトは、放送直後からオンラインショップへの注文が通常の3倍に跳ね上がり、放送から2か月がたった後も問い合わせが相次いだ。
これを受け、黒糖スイートスタウトの醸造元であるサンクトガーレンは、本作に登場したビールのうち、季節商品である湘南ゴールドを除いた6種類のビールの詰め合わせセットの発売を決定した。
また、北海道網走市の網走ビールが生産している発泡酒「桜桃の雫しずく」が11月下旬に番組に登場した際、直販サイトでの注文だけで通常の4倍の400本超に増加したため、生産する網走ビール関係者に驚きを与えた。
2017年12月3日には、第8話で支付宝と銀聯カードのロゴが数秒間映し出されたことについて、中国で情景へのこだわりを高評したほか、支付宝も新浪微博の公式アカウントで反応を示したことが報じられた。
アニメ！アニメ！の胃の上心臓は、テレビアニメ版について、「ビターな演出が根底にあるからこそ、劇中劇のシーンもより印象的になったのかなと思います。」と大沼とのインタビューの中で述べており、特に第1話の冒頭はテレビシリーズのつかみとしてはかなり攻めていると評した。
その一方で、アニメ版のプロデューサーの一人として宣伝方針を立てた田中太郎は第1話の冒頭を見て酷いアニメだと誤解する視聴者がいたことについて心残りだったとアスキーとのインタビューの中で振り返っている。

## 主題歌
オープニングテーマ「明日の君さえいればいい。」
作詞 - 松井洋平 / 作曲・編曲 - yuxuki waga / 歌 - ChouCho
エンディングテーマ
「どんな星空よりも、どんな思い出よりも」（第1話 - 第3話、第5話 - 第8話、第10話 - 第12話）
作詞・作曲・歌 - 結城アイラ / 編曲 - 渡部チェル
「第六感のミストレス」（第4話）
作詞 - 安藤紗々 / 作曲・編曲 - 佐伯高志 / 歌 - 大野アシュリー（沼倉愛美）
「イノセント・ラブリー」（第9話）
作詞 - 安藤紗々 / 作曲・編曲 - 渡辺未来 / 歌 - 三国山蚕 （藤田茜）

## 各話リスト
| 話数   | サブタイトル                                             | 絵コンテ                       | 演出            | 作画監督                                                                     | 総作画監督                 |
| ------ | -------------------------------------------------------- | ------------------------------ | --------------- | ---------------------------------------------------------------------------- | -------------------------- |
| 第1話  | 料理上手の弟と全裸の美少女と気の合う友達さえいればいい。 | 玉村仁                         | 玉村仁          | 櫻井司 大槻南雄 工藤ゆき 柴田志朗 錦織成                                     | 木野下澄江                 |
| 第2話  | 奇跡さえ起きればいい。                                   | 玉村仁                         | 五味伸介        | 平田和也 大槻南雄 佐藤香織 宇良隆太 藤井文乃 しまだひであき 吉田和香子       | 木野下澄江                 |
| 第3話  | 取材でさえあればいい。                                   | 澤井幸次                       | 福多潤          | 大塚舞 平田和也 大槻南雄 佐藤香織 錦織成 木下ゆうき                          | 大塚舞                     |
| 第4話  | 仕事さえすればいい。                                     | ワタナベシンイチ               | 佐々木純人      | 大塚舞 平田和也 大槻南雄 佐藤香織 錦織成 冨田佳了                            | 大塚舞 平田和也            |
| 第5話  | 小説さえ書けばいい。                                     | 二瓶勇一                       | 板庇迪          | 大塚舞 大島美和 平田和也 金正男 泉美紗子 宇良隆太 佐藤香織 藤井文乃 大槻南雄 | 大塚舞 平田和也            |
| 第6話  | メディア展開さえ上手くいけばいい。                       | 湊未來                         | 小柴純弥        | 金澤龍 八代きみこ 本田辰雄 大槻南雄 佐藤香織                                 | 木野下澄江 大塚舞          |
| 第7話  | 冒険さえあればいい。                                     | 岩畑剛一                       | 高村雄太        | 大塚舞 平田和也 佐藤香織 錦織成 大槻南雄 岡田雅人 泉美紗子 宇良隆太 藤井文乃 | 大塚舞 平田和也            |
| 第8話  | 恋と友情さえあればいい。                                 | 宇根信也                       | 佐々木純人      | 佐藤香織 柴田志朗 大槻南雄 岩田幸子 山本亮友 平田和也 藤井文乃               | 木野下澄江 大塚舞          |
| 第9話  | 全裸と下着さえあればいい。                               | ワタナベシンイチ               | 板庇廸          | 平田和也 大塚舞 大槻南雄 佐藤香織 藤井文乃                                   | 平田和也                   |
| 第10話 | 悩みさえなければいい。                                   | ワタナベシンイチ 湊未來 玉村仁 | 山口頼房        | 大塚舞 平田和也 佐藤香織 大槻南雄 藤井文乃 泉美紗子                          | 大塚舞 平田和也            |
| 第11話 | 主人公にさえなればいい。                                 | ワタナベシンイチ               | 板庇廸 西島圭祐 | 大塚舞 平田和也 佐藤香織 大槻南雄 八代きみこ 泉美紗子 錦織成 藤井文乃        | 木野下澄江 大塚舞 平田和也 |
| 第12話 | 妹さえいればいい？                                       | 澤井幸次                       | 佐々木純人      | 平田和也 佐藤香織 大槻南雄 藤井文乃                                          | 平田和也                   |

### 放送局
| 放送期間                  | 放送時間                     | 放送局     | 対象地域 | 備考                             |
| ------------------------- | ---------------------------- | ---------- | -------- | -------------------------------- |
| 2017年10月8日 - 12月24日  | 日曜 22:30 - 23:00           | TOKYO MX   | 東京都   |                                  |
|                           | 日曜 23:00 - 23:30           | KBS京都    | 京都府   |                                  |
| 2017年10月9日 - 12月25日  | 月曜 0:30 - 1:00（日曜深夜） | サンテレビ | 兵庫県   |                                  |
| 2017年10月11日 - 12月27日 | 水曜 0:00 - 0:30（火曜深夜） | BS11       | 日本全域 | 製作参加 / BS放送 / 『ANIME+』枠 |
| 2017年10月14日 - 12月30日 | 土曜 23:30 - 日曜 0:00       | AT-X       | 日本全域 | CS放送 / リピート放送あり        |

| 配信期間                  | 配信時間        | 配信サイト |
| ------------------------- | --------------- | --- |
| 2017年10月11日 - 12月27日 | 水曜 12:00 更新 | Amazonビデオ （プライム・ビデオを含む） GYAO!ストア J:COMオンデマンド （メガパックを含む） dアニメストア TSUTAYA TV DMM.com ニコニコチャンネル HAPPY動画 バンダイチャンネル ひかりTV ビデオパス ビデオマーケット PlayStation Video milplus ムービーフル Rakuten TV レオネット アニメ放題 U-NEXT |

| BS11 ANIME+ 水曜0:00（火曜深夜）枠 | BS11 ANIME+ 水曜0:00（火曜深夜）枠 | BS11 ANIME+ 水曜0:00（火曜深夜）枠 |
| 前番組                             | 番組名                             | 次番組                             |
| ---------------------------------- | ---------------------------------- | ---------------------------------- |
| ナイツ&マジック                    | 妹さえいればいい。                 | アイドリッシュセブン               |

## BD
| 巻 | 発売日        | 収録話         | 規格品番  |
| -- | ------------- | -------------- | --------- |
| 上 | 2018年1月26日 | 第1話 - 第6話  | BCXA-1310 |
| 下 | 2018年3月23日 | 第7話 - 第12話 | BCXA-1311 |

## Twitterアニメ
Twitterアニメ『○○さえいればいい。』は、公式Twitterで2018年1月25日までの限定配信のスピンオフ短編アニメ。監督は森井ケンシロウ、キャラクター原案はカントク、アニメーション制作はDMM.futureworks/ダブトゥーンスタジオ。
| 話数           | サブタイトル               | 配信日         | 本編放送話 |
| -------------- | -------------------------- | -------------- | ---------- |
| その1          | 千尋さえいればいい。       | 2017年 10月9日 | 第1話      |
| その2          | 那由多さえいればいい。     | 10月15日       | 第2話      |
| その3          | 京さえいればいい。         | 10月22日       | 第3話      |
| その4          | 春斗さえいればいい。       | 10月29日       | 第4話      |
| その5          | 蚕さえいればいい。         | 12月3日        | 第9話      |
| その6          | アシュリーさえいればいい。 | 12月10日       | 第10話     |
| Blu-rayBOX上巻 | 土岐さえいればいい。       |                |            |
| Blu-rayBOX下巻 | 刹那さえいればいい。       |                |            |

## TwitterLive配信
2017年12月25日22時30分のTOKYO MXでの最終回放送に合わせて、同日21時よりアニメ公式アカウントにおいて「妹とお酒とボードゲームと最終回さえあればいい」と題してTwitterLive配信が行われた。配信は19時23分のテスト配信に続いて複数回に分けて行われた。配信内ではアニメ本編に登場した酒類、ゲームなどを楽しんだ。
出演者
- 小林裕介（羽島伊月 役）
- 山本希望（羽島千尋 役）
- 金元寿子（可児那由多 役）
- 加隈亜衣（白川京 役）
- 玉村仁（シリーズディレクター）

配信開始時刻と動画時間
- 19時23分、18秒（テスト動画）
- 21時8分、16分14秒（機材トラブルのため中断）
- 21時40分、25分15秒（TV実況準備ため中断）
- 22時16分、71分17秒

行ったゲーム
- ワンス・アポン・ア・タイム

## Webラジオ
『妹と加隈亜衣と藤田茜とラジオさえあればいい。』は、HiBiKi Radio Stationにて2017年10月8日23時にプレ配信され、翌9日から12月25日まで毎週月曜に配信された番組。パーソナリティは白川京役の加隈亜衣と三国山蚕役の藤田茜。全12回。
その週の放送回に登場または関連のある差し入れを食べながらトークをするのが恒例であった。
2018年2月17日に科学技術館サイエンスホールにて出張版イベントが予定されている。
ゲストおよび差し入れ
| 放送回 | ゲスト                                                     | 差し入れ                                                                                              |
| ------ | ---------------------------------------------------------- | --- |
| 第1回  | なし                                                       | 黒糖スイートスタウトビール（サンクトガーレン）                                                        |
| 第2回  | 小林裕介（羽島伊月 役）、 山本希望（羽島千尋 役）          | ペールエール（サンクトガーレン）                                                                      |
| 第3回  | 鳥海浩輔（土岐健次郎 役）                                  | ルートビア                                                                                            |
| 第4回  | 沼倉愛美（大野アシュリー 役）                              | インペリアルチョコレートスタウト（サンクトガーレン）                                                  |
| 第5回  | 日野聡（不破春斗 役）、 沼倉愛美（大野アシュリー 役）      | 各種缶詰                                                                                              |
| 第6回  | 金元寿子（可児那由多 役）                                  | 大吟醸光琳紅白梅（千代菊）、 湘南ゴールド（サンクトガーレン）                                         |
| 第7回  | 金元寿子（可児那由多 役）、 結城アイラ（エンディング歌唱） | ブラウンポーター（サンクトガーレン）                                                                  |
| 第8回  | なし                                                       | 桜桃の雫（網走ビール）                                                                                |
| 第9回  | 代永翼（恵那刹那 役）                                      | なし                                                                                                  |
| 第10回 | 小林裕介（羽島伊月 役）                                    | イチローズ・モルト「ダブルディスティラリーズ」（ベンチャーウイスキー）、 ぽてコタン（カルビーポテト） |
| 第11回 | なし                                                       | ゴールデンエール（サンクトガーレン）                                                                  |
| 第12回 | 山本希望（羽島千尋 役）                                    | 感謝ビール＜金＞（サンクトガーレン）                                                                  |